# 莫氏连鳍䲗
⇄
莫氏连鳍𮬣（学名：Synchiropus morrisoni），是䲗科連鰭䲗屬一种，分布于太平洋西部海域。本种由美国学者倫納德·彼得·舒爾茨于1960年描述发表，模式产地为马绍尔群岛比基尼环礁。种加词源自美国国立自然历史博物馆副研究员约瑟夫·保罗·埃尔德雷德·莫里森（Joseph Paul Eldred Morrison）的姓氏，以纪念其在1946至1947年期间在比基尼环境研究当地因十字路口行动核试验受到的影响。